# Ramón González Arrieta
Ramón González Arrieta (Bilbao, 12 de maig de 1967) va ser un ciclista basc, que fou professional entre 1990 i 2001, durant els quals aconseguí una sola victòria, la Clàssica dels Alps de 1995. Està casat amb la també ciclista Joane Somarriba.
Els seus inicis al ciclisme foren a l'equip Lotus-Festina, aconseguint amb equip equip la millor actuació en una gran volta, al Giro d'Itàlia de 1992, en què finalitzà en 16a posició i va estar a punt de guanyar una etapa en què arribà segon, per darrere d'Udo Bölts.
Més tard fou company d'equip i gregari de Miguel Indurain a l'equip Banesto, sent una de les principals ajudes a les etapes de muntanya del Tour de França entre el 1992 i el 1995. Va posar punt final a la seva carrera a l'Euskaltel–Euskadi.
Actualment és el seleccionador de la selecció espanyola de ciclisme femení.

## Palmarès
- 1995
  - 1r a la Clàssica dels Alps

### Resultats al Tour de França
- 1992. 82è de la classificació general
- 1993. 32è de la classificació general
- 1994. 32è de la classificació general
- 1995. 40è de la classificació general

### Resultats a la Volta a Espanya
- 1993. 60è de la classificació general
- 1995. Abandona
- 1996. 26è de la classificació general
- 1998. Abandona
- 1999. 52è de la classificació general
- 2000. Abandona

### Resultats al Giro d'Itàlia
- 1991. 61è de la classificació general
- 1992. 16è de la classificació general